# Indre-et-Loire
L'Indre-et-Loire (/ɛ̃.dʁ‿e.lwaʁ/) est un département français situé en région Centre-Val de Loire. L'Insee et La Poste lui attribuent le code 37. Peuplé de 616 326 habitants, le département a pour préfecture Tours et correspond approximativement à l'ancienne province de Touraine. Ce département est connu pour ses nombreux châteaux prestigieux, comme le château de Villandry, de Chenonceau ou d'Azay-le-Rideau.

## Histoire
Le département d'Indre-et-Loire est créé en 1790, avec les 82 autres départements français.

Son territoire reprend presque les limites de l'ancienne province de Touraine, à laquelle est ajoutée la partie orientale de l'ancienne province d'Anjou (allant de Bourgueil sur la Loire, jusqu'à Château-la-Vallière au nord, en passant par le domaine de Gizeux). La ville de Richelieu, rattachée dès sa création par le cardinal de Richelieu sur les plans administratif, judiciaire et financier au gouverneur de Saumur et au pays saumurois, est intégrée au tout nouveau département d'Indre-et-Loire en 1790. En revanche, la partie orientale de l'ancienne province de Touraine est rattachée aux départements de Loir-et-Cher (région de Montrichard) ou de l'Indre (environs de Mézières-en-Brenne et d'Écueillé).

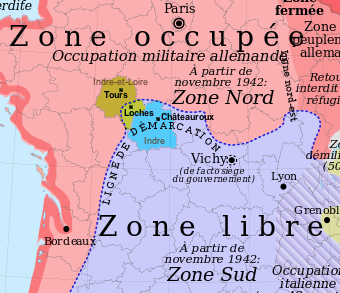
L'Indre-et-Loire coupée par la ligne de démarcation.

Après la victoire des coalisés à la bataille de Waterloo (18 juin 1815), le département est occupé par les troupes prussiennes de juin 1815 à novembre 1818.
En 1840, le département (qui relève de la cour royale d'Orléans) comporte trois arrondissements, vingt-quatre cantons et 282 communes. Au recensement de 1846, le département est toujours subdivisé en trois arrondissements, vingt-quatre cantons mais 281 communes, suite à l'annexion de Saint-Étienne-Extra par Tours en 1845. Il compte 312 400 habitants. La France métropolitaine, selon le même recensement officiel, compte environ 35,4 millions d'habitants dans ses 86 départements.
Pendant la Seconde Guerre mondiale, sous l'occupation allemande, le département est traversé par la ligne de démarcation.

## Emblèmes

### Blason
| Blason | Blasonnement : « D'azur semé de fleurs de lys d'or à la bordure componée d'argent et de gueules de vingt-deux pièces. » |

## Politique

### 1789-1870: une terre conservatrice mais modérée
La Touraine, séjour des rois de France, demeura longtemps une terre conservatrice, comme le note Honoré de Balzac dans plusieurs de ses romans. Néanmoins, avant tout, elle demeure une terre modérée, rarement en proie aux passions politiques. Au cours des premières années de la Troisième République elle demeurait royaliste.

### L'Indre-et-Loire sous la République: une terre radicale

#### Vers le républicanisme rural
Peu à peu néanmoins, le département d'Indre-et-Loire devint une terre de républicanisme et, plus précisément, de radicalisme tempéré puis de radical-socialisme, à dominante rurale. C'est ainsi que le gendre du président Jules Grévy, M. Wilson, fut député de Loches. Camille Chautemps fut député d'Indre-et-Loire durant l'entre-deux-guerres. Après la victoire de 1918 la rue Royale à Tours devint la rue Nationale. Cet ancrage au centre-gauche fut une constante jusqu'à la guerre de 1939-1945, même si, les décennies passant, il se colora d'un certain conservatisme.

#### Saint-Pierre-des-Corps, bastion communiste

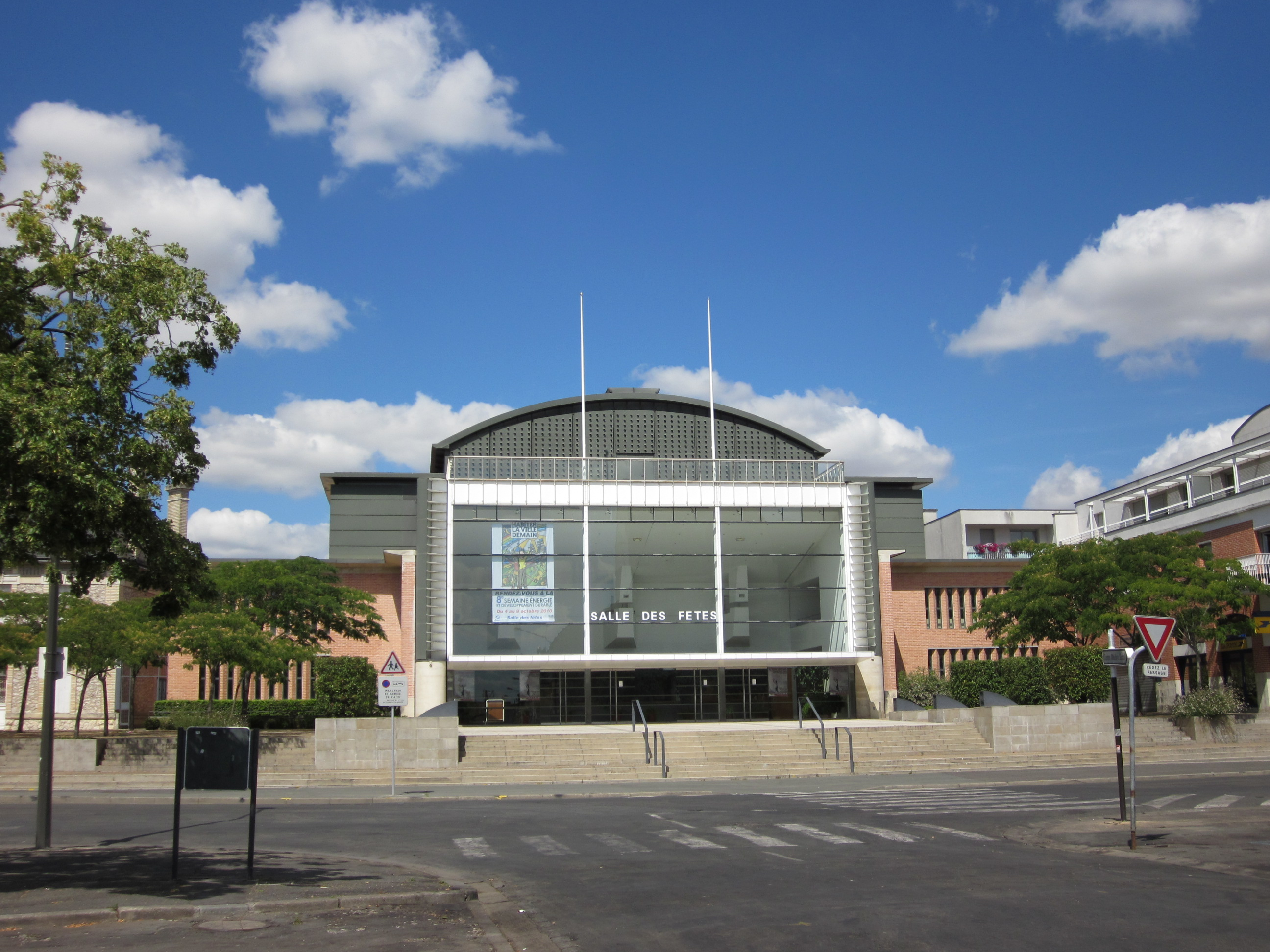
La salle des fêtes de Saint-Pierre-des-Corps.

Dès sa naissance en 1920 au congrès de Tours, le Parti communiste français (PCF) a compté un bastion en Indre-et-Loire, celui de Saint-Pierre-des-Corps, près de Tours, qui, par ses implantations ferroviaires, est doté d'une forte identité ouvrière.
De 1920 à 2020, tous les premiers magistrats de la commune sont membres du PCF, notamment Marie-France Beaufils élue pour la première fois maire en 1983. Elle fut également sénatrice d'Indre-et-Loire de 2001 à 2017.

### L'après-guerre en Touraine: Royer et Voisin
L'Indre-et-Loire de l'après-guerre est assez largement dominée par deux figures fortes : celle de Jean Royer, maire de Tours de 1958 à 1995 et député du département de 1958 à 1999, infatigable bâtisseur, et celle d'André-Georges Voisin (1918-2008), conseiller général de l'Île-Bouchard, président du Conseil Général des années 1970 au début des années 1990, qui dota la Touraine de son étoile autoroutière à cinq branches et construisit un grand nombre de ponts. Ces deux personnalités gaullistes n'en demeurent pas moins singulières, et peu en phase avec les découpages partisans classiques.

### Le retour à la tradition de gauche?

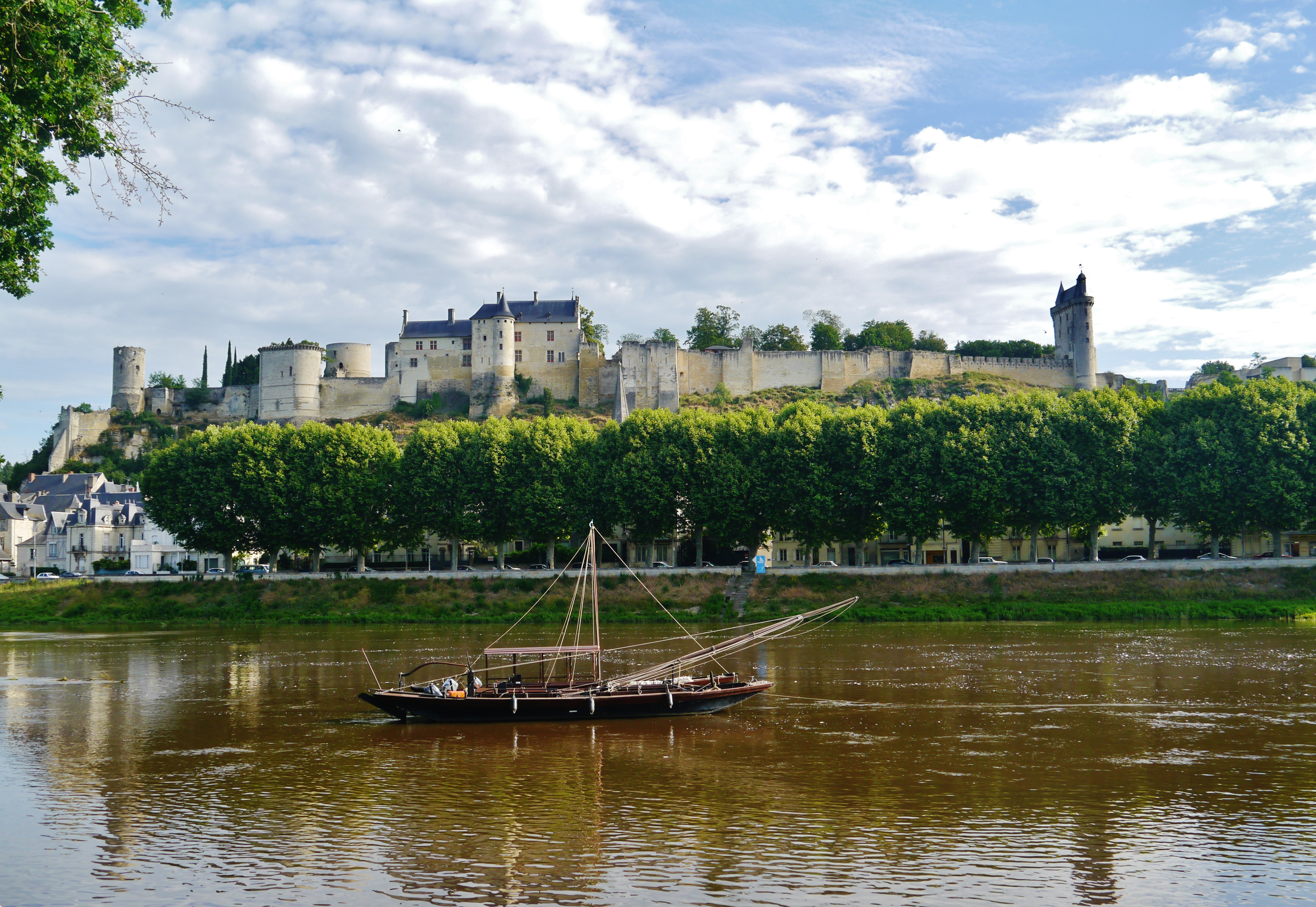
La gauche est arrivée en tête à Chinon lors des législatives de 2024.

Le basculement de la mairie de Tours à gauche en 1995 et celui du département en mars 2008 confirment le retour d'une gauche modérée sur la scène politique tourangelle. Jean Germain, en ce sens, s'inscrit bel et bien dans une tradition radicale et socialiste dont Yves Dauge, sénateur de Chinon, n'a cessé d'être le représentant. Quant au conseil général présidé par Claude Roiron puis Marisol Touraine, il a basculé pour la première fois à gauche lors des cantonales de mars 2008 ; la carte politique du département n'en est pas moins très duale, entre des campagnes massivement à droite et une agglomération tourangelle à gauche. À ce titre, il semble hasardeux de parler de retour à une tradition politique : le socialisme urbain d'aujourd'hui semble a priori bien éloigné du radicalisme rural d'hier et plus marqué au centre gauche social-démocrate.
Les dernières années ont été marquées par l'ascension des écologistes à Tours, avec la victoire d'Emmanuel Denis lors des municipales de 2020, puis celle de Charles Fournier dans la première circonscription d'Indre-et-Loire au cours des législatives de 2022, réélu en 2024 avec une marge supérieure.

## Géographie

### Situation

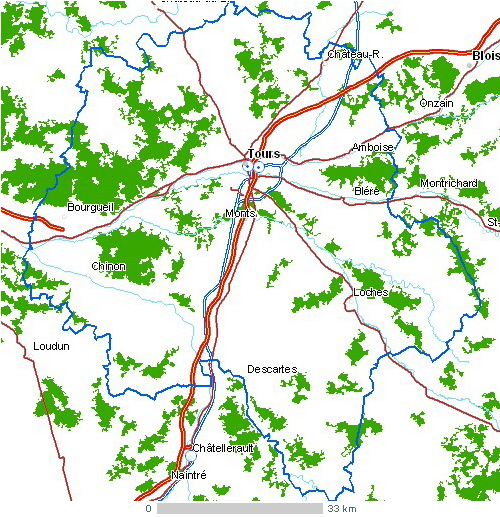
Carte d'Indre-et-Loire.

Le département d'Indre-et-Loire fait aujourd'hui partie de la région Centre-Val de Loire, qui regroupe également les départements d'Eure-et-Loir, de Loir-et-Cher, du Loiret, de l'Indre et du Cher.
Le département s'étend sur 6 127 km2, le plaçant au 41e rang national et au 5e rang régional (sur 6) en superficie. Il est limitrophe des départements de Loir-et-Cher au nord-est, de l'Indre au sud-est, de la Vienne au sud-ouest, de Maine-et-Loire à l'ouest et de la Sarthe au nord. Il est situé géographiquement dans le centre-ouest de la France. 
Le parc naturel régional Loire-Anjou-Touraine recouvre pour partie le département.

Paysages de l'Indre-et-Loire :
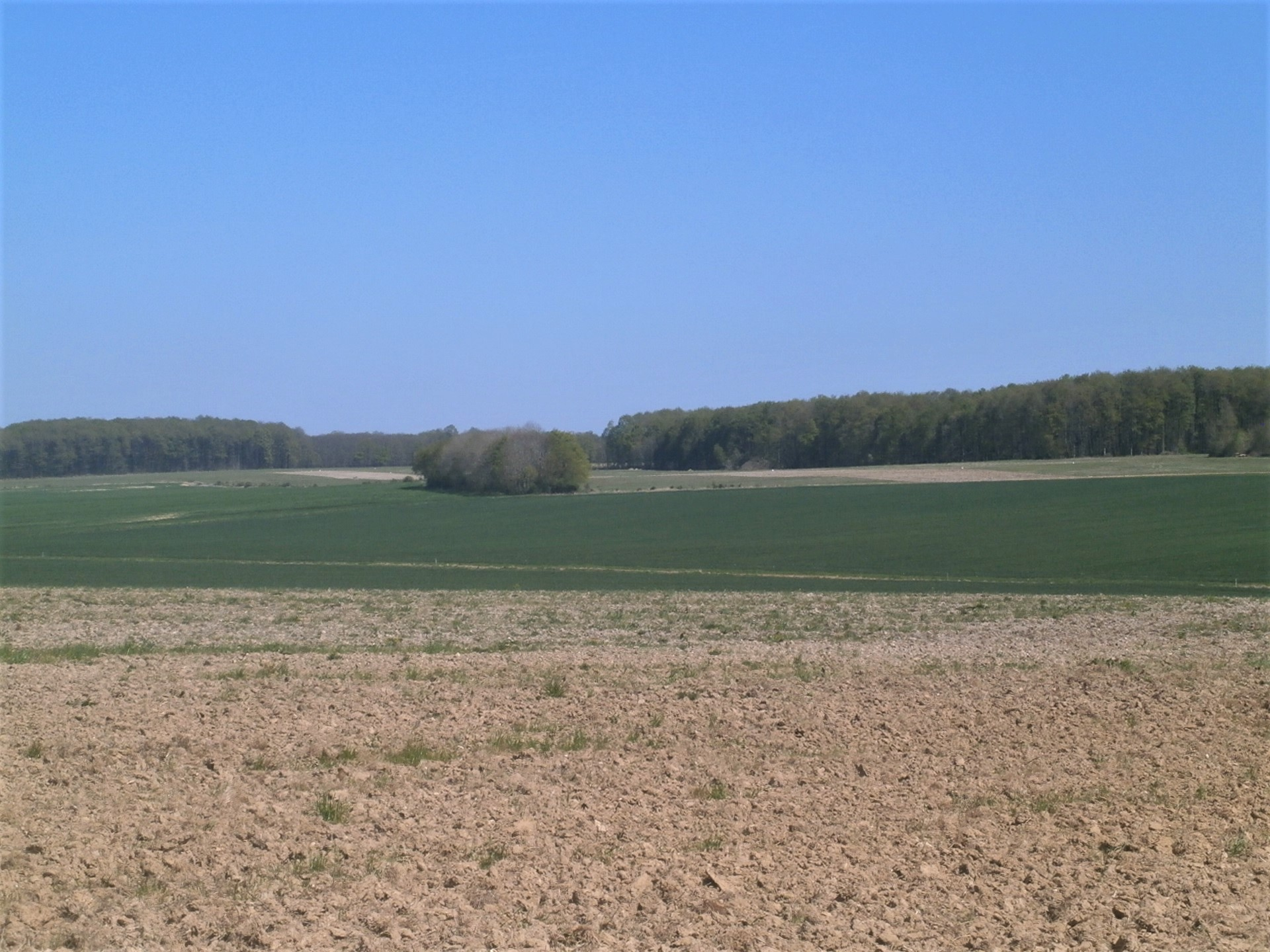
Paysage de grands champs ouverts avec au lointain la forêt de Brouard.
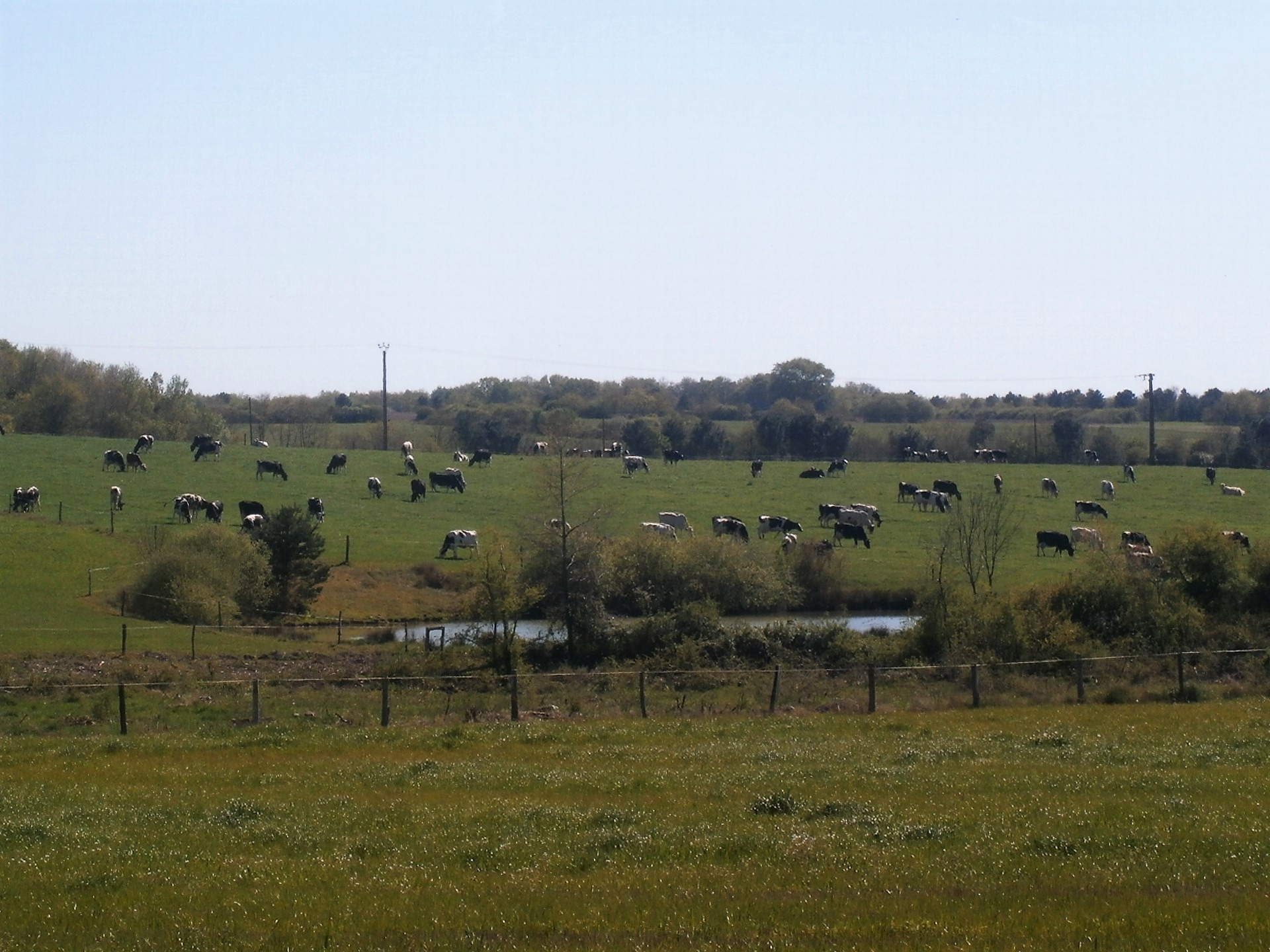
Paysage de bocage consacré à l'élevage bovin.
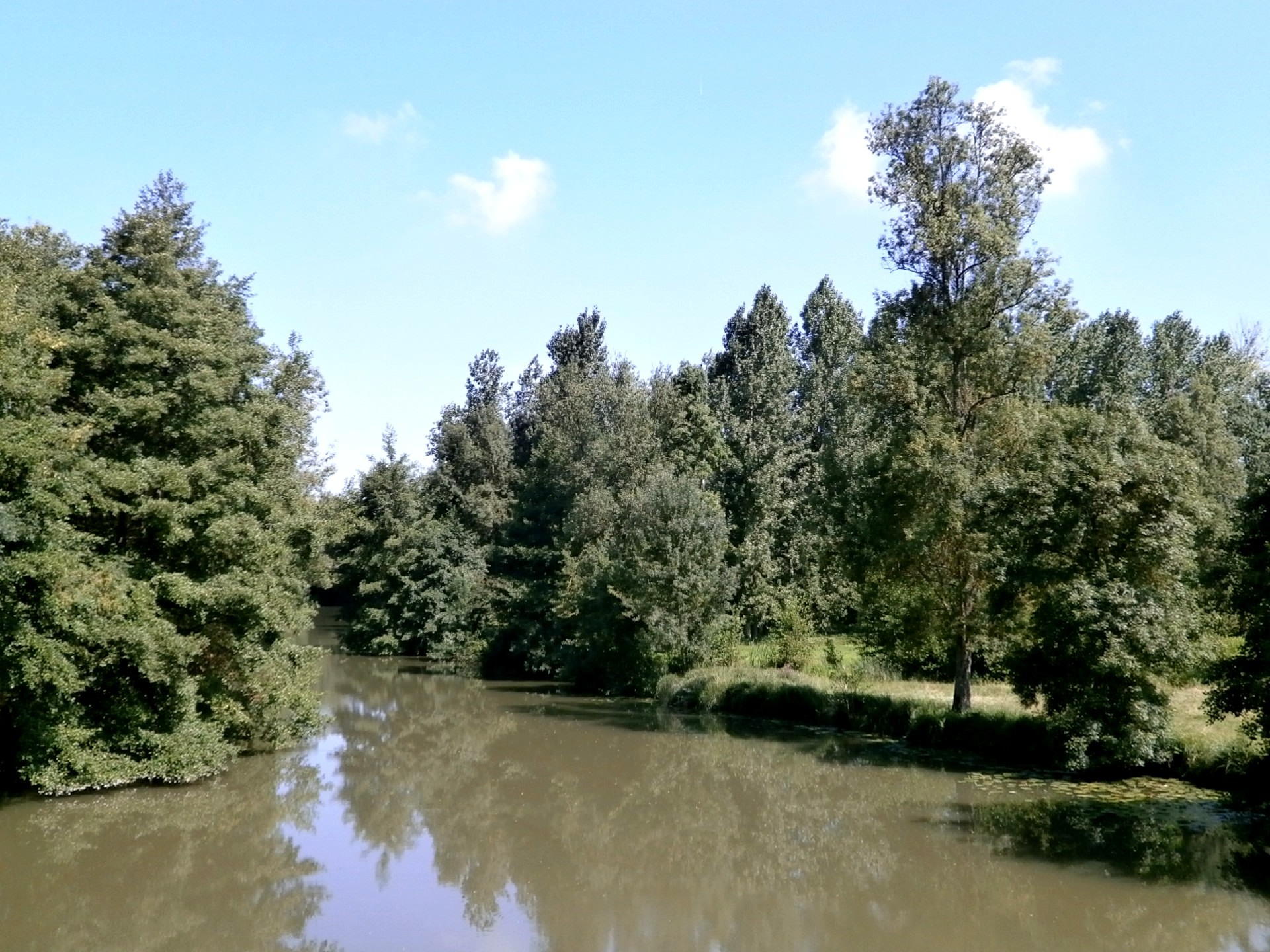
L'Indrois à Chédigny.
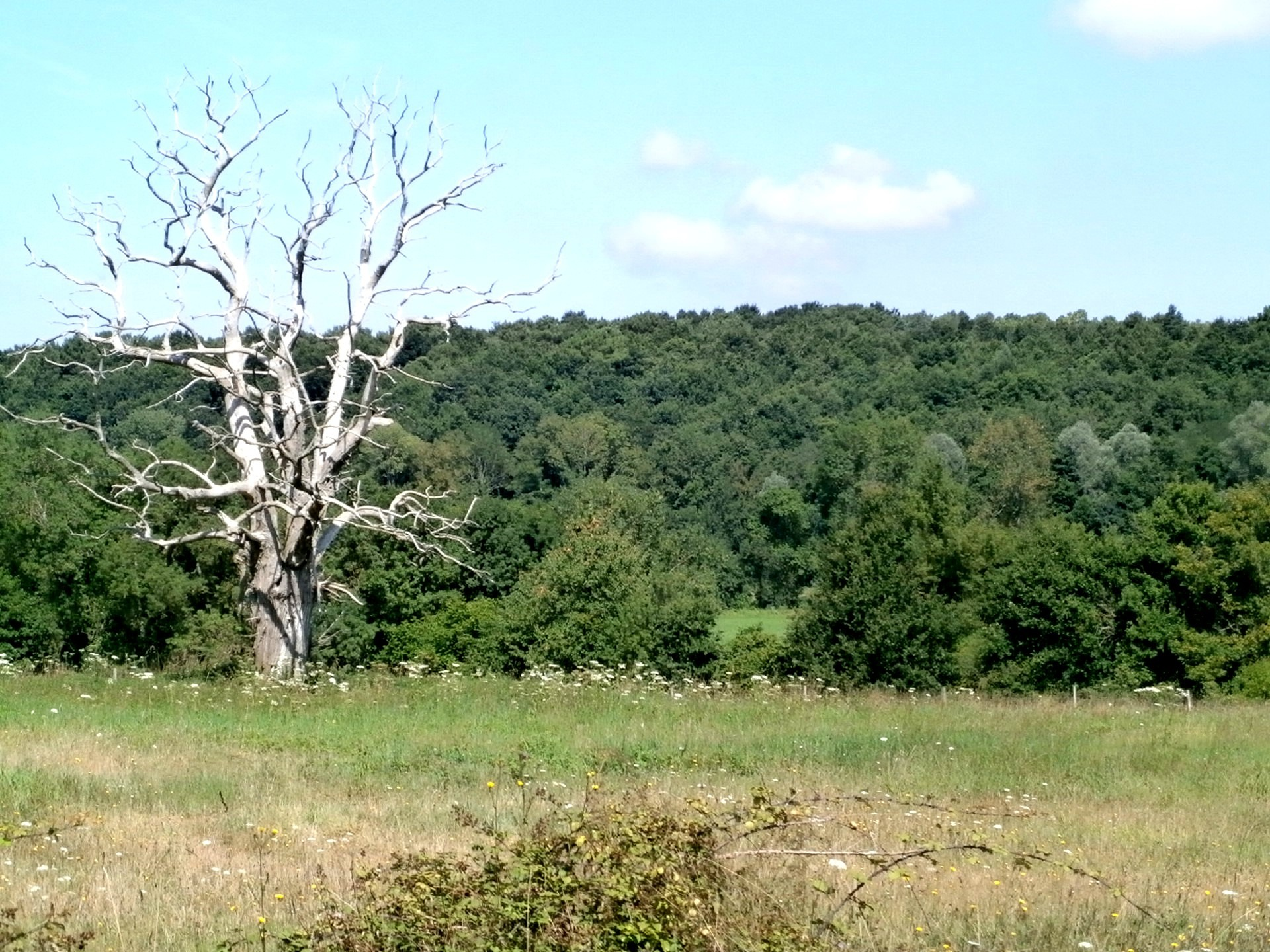
La « pente du Merlaudier ».

### Géographie physique
Le département d'Indre-et-Loire se situe à l'extrémité sud du Bassin parisien.
Il est traversé d'est en ouest par la Loire, séparant le département en deux parties : au nord la Gâtine tourangelle, au sud la Champeigne tourangelle. C'est dans ce département que le Cher, l'Indre et la Vienne se jettent dans la Loire.
Le relief du département ne dépasse pas les 200 mètres, mais reste vallonné au sud à proximité des rivières (Céré-la-Ronde, près de Montrichard, est le point culminant à 187 mètres d'altitude). Le nord demeure tabulaire (Gâtine tourangelle), bien que la rive nord longeant la Loire est un peu plus vallonnée.

### Hydrographie
Les plus longues rivières traversant le département d'Indre-et-Loire (par ordre alphabétique) :
- Aigronne ;
- Amasse ;
- Authion ;
- Brenne ;
- Bresme ;
- Cher ;
- Choisille ;
- Cisse ;
- Claise ;
- Creuse ;
- Dême ;
- Dêmée ;
- Escotais ;
- Esves ;
- Fare ;
- Gartempe ;
- Gault ;
- Indre ;
- Indrois ;
- Lathan ;
- Long (ou Vandœuvre) ;
- Luire ;
- Mable ;
- Madelon ;
- Manse ;
- Maulne ;
- Muanne ;
- Négron ;
- Ramberge ;
- Roumer ;
- Suin ;
- Tourmente ;
- Veude ;
- Vienne.

## Climat
Le climat d'Indre-et-Loire est tempéré de type océanique dégradé, avec une température moyenne d'environ 11 °C. La Loire est souvent utilisée comme frontière climatique entre nord et sud de la France.
Les étés sont en règle générale assez chauds (température maximale annuelle dépassant toujours les 33 °C). Des températures supérieures à 42 °C ont été enregistrées en 1947 et 2003. À l'inverse, les températures très basses sont rares (seuil des −10 °C franchi aux hivers 1985-1986 et 1996-1997).
La pluviométrie est assez faible (de 500 à 700 mm par an), ce qui peut engendrer de graves situations de sécheresse comme en 1976, 2003 ou 2006. La neige est également rare (pas plus de dix jours par an).
| Mois                              | jan. | fév. | mars  | avril | mai   | juin  | jui.  | août | sep. | oct.  | nov. | déc. | année |
| --------------------------------- | ---- | ---- | ----- | ----- | ----- | ----- | ----- | ---- | ---- | ----- | ---- | ---- | ----- |
| Température minimale moyenne (°C) | 2    | 1,9  | 3,9   | 5,6   | 9,2   | 12,1  | 14    | 13,8 | 11,1 | 8,6   | 4,6  | 2,5  | 7,4   |
| Température moyenne (°C)          | 4,7  | 5,2  | 8,1   | 10,4  | 14,2  | 17,5  | 19,8  | 19,6 | 16,5 | 12,7  | 7,8  | 5    | 11,8  |
| Température maximale moyenne (°C) | 7,3  | 8,5  | 12,3  | 15,2  | 19,1  | 22,8  | 25,5  | 25,5 | 21,8 | 16,8  | 10,9 | 7,5  | 16,1  |
| Ensoleillement (h)                | 69,2 | 92   | 142,1 | 180,4 | 202,5 | 228,2 | 249,1 | 239  | 186  | 123,3 | 79,5 | 57,1 | 1 848 |
| Précipitations (mm)               | 66,3 | 55,9 | 50,2  | 55,9  | 62,3  | 46,1  | 53,2  | 42,6 | 53,3 | 71    | 67,9 | 71,2 | 695,9 |

| Diagramme climatique                                  |            |             |             |             |              |            |              |              |           |             |            |
| J                                                     | F          | M           | A           | M           | J            | J          | A            | S            | O         | N           | D          |
| 7,3266,3                                              | 8,51,955,9 | 12,33,950,2 | 15,25,655,9 | 19,19,262,3 | 22,812,146,1 | 25,51453,2 | 25,513,842,6 | 21,811,153,3 | 16,88,671 | 10,94,667,9 | 7,52,571,2 |
| Moyennes : • Temp. maxi et mini °C • Précipitation mm |            |             |             |             |              |            |              |              |           |             |            |

## Économie

### Une province prospère durant le Moyen Âge et l'époque moderne

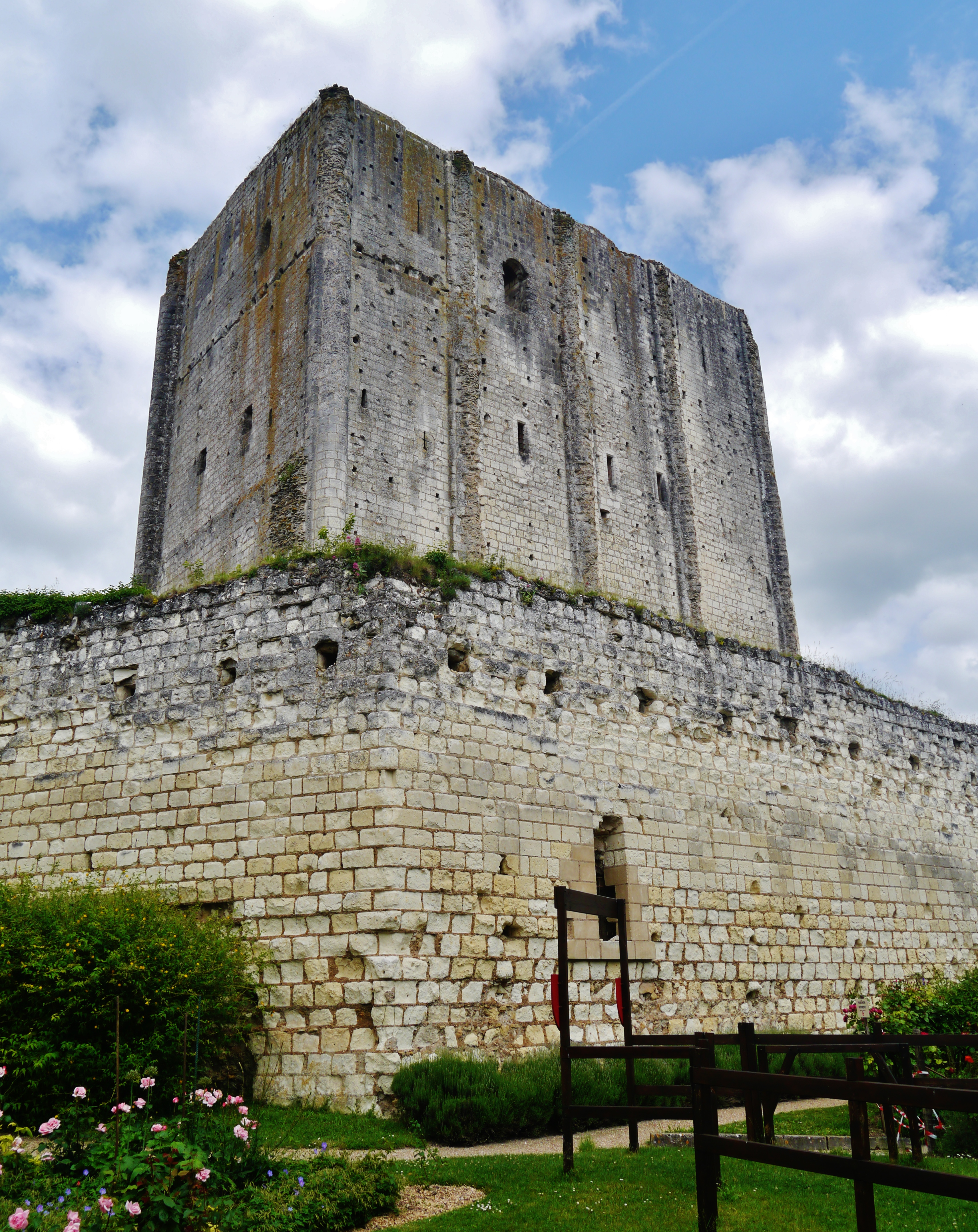
Cité royale de Loches.

Au XVe siècle, et notamment sous les règnes de Charles VII et de Louis XI, la navigation en Loire et le négoce apportaient une grande activité à Tours. La soierie de Touraine rivalisait avec celle de Lyon grâce aux 8 000 métiers présents au sein de la province. L'imprimerie y connaissait un rayonnement important.
Tours fut capitale de la France durant la Guerre de Cent Ans, entre 1422 et 1528, bien que Paris ait été repris en 1436 par Charles VII, et entre 1588 et 1594, comme cela fut décidé par le roi Henri III, à la suite de la Journée des Barricades.

### Le déclin économique durant leXIXesièclejusqu'au lendemain de la Seconde Guerre mondiale
L'entrée dans l'époque contemporaine marqua un ralentissement de la prospérité économique, avec la révolution industrielle. Le sous-sol de l'Indre-et-Loire ne disposant pas de houille, le territoire ne put bénéficier de cette révolution économique. Seuls les domaines de l'imprimerie, du meuble et de la confection tenaient à bout de bras l'économie du département.
Au lendemain de la Seconde Guerre mondiale, la situation économique de l'Indre-et-Loire était toujours alarmante. L'industrie tourangelle n'employait que 20 % de la population active du département. Seuls 17 % de cette même population active travaillaient au sein des bâtiments de transformations, contre 25 % à l'échelle nationale. L'économie tourangelle déclinait, et les investissements manquaient. Il était donc nécessaire de trouver des solutions, et de profiter du contexte économique favorable des Trente Glorieuses.

### La décentralisation parisienne
À la suite du second conflit mondial, les gouvernements qui se succédèrent cherchèrent à décentraliser les activités de Paris vers la Province. Cette problématique fut abordée par exemple par le professeur Milhau dans un article consacré à l'aménagement des régions du Bas-Rhône et du Languedoc. Celui-ci faisait le constat de la nécessité d'un aménagement rationnel du territoire. En effet, durant la IVe République, la région parisienne comptait à elle seule une population largement supérieure à celle des trente-trois plus grandes villes de France. De plus, près d'un cinquième de la population active y travaillait, dont plus de 23 % provenant de l'industrie nationale. Cela pouvait même atteindre des chiffres comme 50 % voire 60 % pour certains domaines industriels telles que l'automobile, l'industrie électrique et électronique, ou bien encore l'aéronautique. Cette zone comptabilisait également 50 % des cadres industriels et 30 % des administrateurs et dirigeants de sociétés. Il en était de même dans le secteur tertiaire (le commerce, les établissements financiers, les services de tous types, etc.) De ce fait, le Général Dancourt, qui fut directeur du Comité de l' Orientation Économique de l'Indre-et-Loire expliquait que le taux d'activité, à Paris, dans les domaines du commerce et des banques était à hauteur du tiers de l'activité française. Quant aux services publics, la région parisienne en représentait le quart. À titre d'exemple, l'Université de Paris accueillait près de 40 % des étudiants d'Outre-Mer.
Cette centralisation des activités avait des conséquences socio-économiques. Tout d'abord et non des moindres, le coût. En effet, cette capitalisation demandait des investissements considérables en équipements de toutes sortes : logements, transports, adduction d'eau, énergie, équipements scolaires et hospitaliers. De plus, le prix des réalisations, pour les logements, les routes et les écoles était de 25 à 40 % plus élevé à Paris qu'en Province. Aussi, les dépenses d'administration par habitant en Seine furent de l'ordre de 80 Nouveaux Francs contre 17 NF pour la population résidant en Province. En comparaison, les coûts dans les domaines de la Sécurité, de la Justice et de la Police furent de 71 NF par habitant à Paris contre 7 NF, en moyenne, pour les autres régions. La centralisation incitait les provinciaux à migrer en région parisienne. Ainsi, Paris accueillait annuellement 140 000 habitants, dont 70 % étaient originaires de Province. La conséquence fut simple : un essoufflement socio-économique des régions provinciales, nuisant dès lors au bon équilibre du pays.
Les gouvernements, depuis 1950, ont tenté de freiner l'afflux d'activités au sein de la région parisienne. La voie vers la décentralisation fut engagée sous le gouvernement de Pierre Mendès-France. Dans cette perspective, il réalisa une série de réformes. En premier lieu, les comités départementaux d'orientation économique composés de leurs branches principales dont les collectivités locales furent fondées le 11 décembre 1954. Le 5 janvier 1955, une loi fut prescrite afin de faciliter la meilleure répartition des industries sur l'ensemble du territoire ainsi que pour soumettre la création ou l'extension des entreprises industrielles. Enfin, les programmes d'action régionaux virent le jour le 30 juin 1955. Ceux-ci devaient coordonner les initiatives publiques et privées en vue de favoriser l'essor économique des régions mais aussi pour compléter le Plan national de modernisation et d'équipement. Pour soutenir cela, il y eut la mise en place du Fonds de Développement Économique et Social afin de financer les projets. En 1956, la France fut découpée en vingt-deux régions de programmes par le Commissariat général au Plan. Toutes ces idées devaient faciliter l'expansion des régions et des départements. En effet, la décentralisation parisienne avait comme objectif « de contribuer à une meilleure répartition territoriale des activités et des hommes, et, ce faisant, d'accroître la productivité de "l'entreprise France" par une utilisation meilleure, plus complète et plus humaine des ressources du pays. Elle doit aboutir en définitive à une élévation d'ensemble du niveau et des conditions de vie de la population. »
Le préfet d'Indre-et-Loire créa donc le Comité départemental d'orientation économique de l'Indre-et-Loire qui travailla à sensibiliser l'opinion en entreprenant une série de campagnes de publicité. Ces dernières commencèrent à porter leurs fruits à partir de 1959. En effet, cette année marqua les premières implantations des entreprises décentralisées au sein du département.
Michel Debré, alors Premier ministre et conseiller général de la commune d'Amboise, écrivait « La Touraine du XXe siècle est en voie de se transformer par une belle volonté de modernisation. Le paysan des nouvelles générations est sur la voie d'une véritable mue. Aux cultures traditionnelles s'ajoutent des cultures neuves et surtout les méthodes de travail, la conception même du labeur agricole évoluent sous nos yeux. Coopératives, zones-témoins, concours pour la meilleure qualité des produits, désir de conquérir des marchés : le Tourangeau traditionnel devient un homme moderne. À cet effort agricole commence à s'ajouter un effort industriel. La Touraine à cet égard n'a pas de situation privilégiée, tant s'en faut et les efforts des générations précédentes se sont souvent heurtés à bien des difficultés dans cette terre pauvre en matières premières et énergie. Mais les techniques nouvelles changent la situation ancienne et la décentralisation de la région parisienne peut profiter à la vallée de la Loire. Autour du chef-lieu qui est vraiment la capitale du département, Tours et son district ; autour de quelques grandes villes dont le nom évoque des siècles d'histoire, nous verrons, nous commençons déjà à voir des usines neuves, image d'une transformation qui peut et doit aller très loin. N'est-ce pas d'ailleurs une nécessité ? »

### Les atouts pour faciliter l'implantation d'entreprises

#### Une position géographique favorable
Géographiquement, le département possède des arguments importants pour inciter les entreprises à venir s'y installer. L'Indre-et-Loire est situé à 200 kilomètres de Paris. De ce fait, comme l'explicite le général Dancourt « Tours peut accueillir des entreprises qui, pour des raisons commerciales ou techniques, doivent conserver dans la capitale : siège social, magasin de vente ou organismes d'études et laboratoire... À ce titre, elle est parfaitement apte à jouer un rôle de premier plan dans la décentralisation parisienne. » Cette proximité avec Paris est renforcée par la création de l'autoroute A10, entre 1960 et 1981, reliant Paris et Bordeaux en passant par Tours.
Le département de la région Centre, se trouve être également une zone charnière entre la région parisienne et les régions qui furent ou qui sont encore peu prospères économiquement parlant et qui subissent une forte pression démographique de l'ouest et du sud-ouest. De ce fait, l'Indre-et-Loire pouvait (et peut) être dans la capacité d'accueillir une partie des excédents démographiques en provenance de la Bretagne, des pays de la Basse-Loire et du Poitou. En outre, le département numéroté 37 devait « jouer à leur égard le rôle d'un pôle relais d'expansion de la région parisienne et ce, dans tous les domaines : industrie, commerce, culture et arts… Ainsi, Tours a incontestablement une mission à remplir dans le cadre d'une véritable décentralisation. »
Plus encore, l'Indre-et-Loire se trouve être un carrefour international, puisqu'il se trouve au croisement de grands axes transfrontaliers. Cela lui donne un rayonnement économique dépassant les frontières nationales, tout en lui donnant une dimension touristique.

#### Une démographie jeune et en augmentation

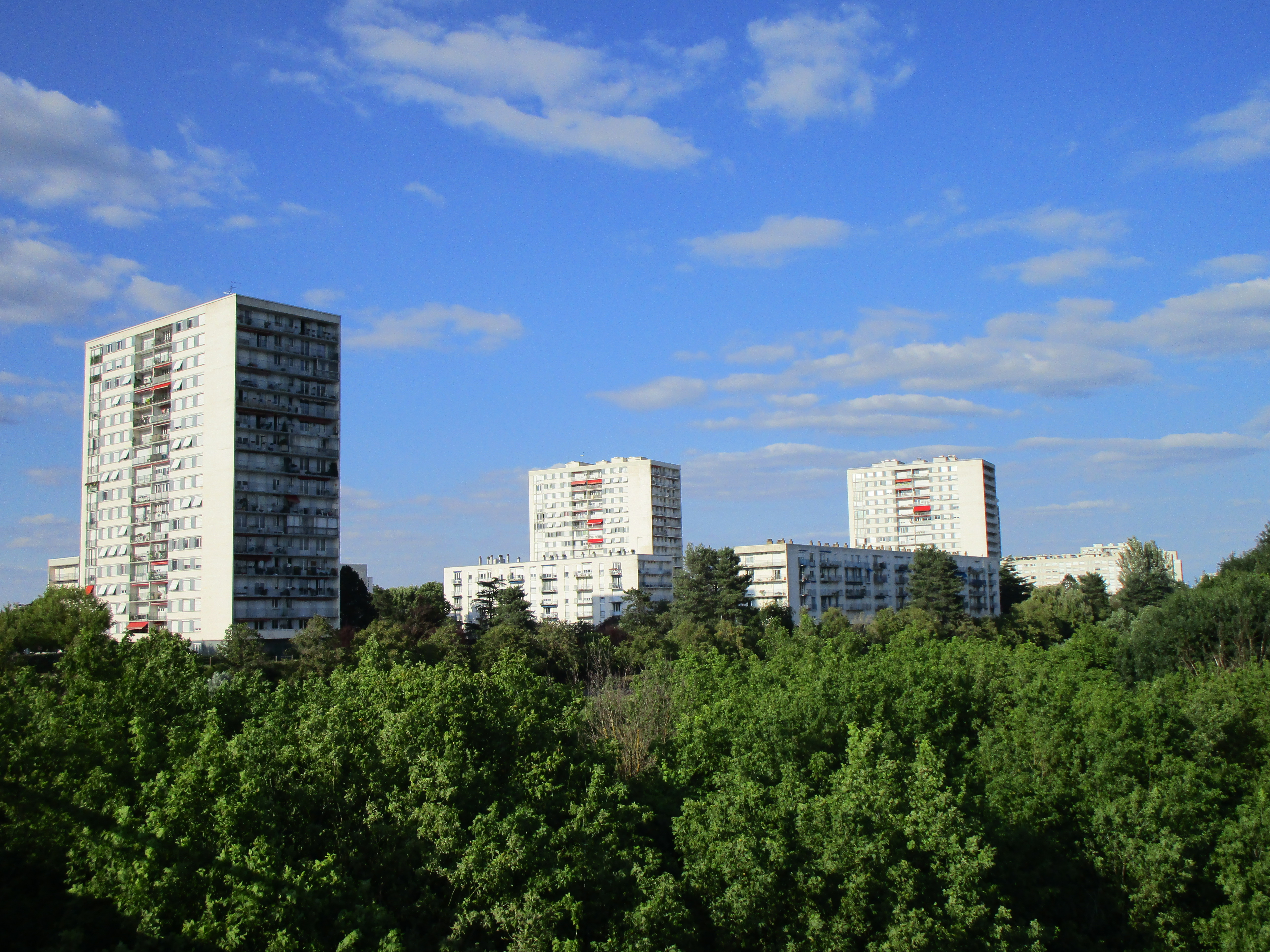
La croissance démographique du département est encouragée par la construction de grands ensembles, comme ici le quartier des Rives du Cher à Tours.

L'Indre-et-Loire vit, durant la période dite des Trente Glorieuses, une augmentation considérable de sa démographie (cf. le tableau évoquant l'évolution de la population du département dans la partie consacrée à sa démographie.) Cette hausse peut s'expliquer par plusieurs raisons, parmi lesquelles le phénomène dit du baby-boom, le rapatriement des Pieds-noirs à la suite de la guerre d'Algérie, les migrations de travailleurs étrangers et nationaux etc. Surtout, le département possédait une population jeune. Ainsi, le Général Dancourt racontait que « la tranche d'âge quinquennal (15 à 19 ans) passera progressivement de 23 976 en 1960 à 34 024 en 1965 et 36 000 dans les années consécutives. »

#### L'Indre-et-Loire: un carrefour énergétique
Au XIXe siècle, le manque de ressources du sous-sol fut un frein à l'expansion économique du département. La donne a changé au lendemain de la Seconde Guerre mondiale. Tours est un des sièges régionaux des Charbonnages de France, couvrant près de dix départements. La capitale de l'Indre-et-Loire use de son avantage géographique pour être un dépôt important pour la distribution des combustibles solides.
Si l'Indre-et-Loire n'est pas producteur de pétrole, sa capacité de stockage des ressources pétrolières n'a pas cessé d'augmenter. La Touraine est alimentée par les raffineries de Donges et de La Pallice. Il existe une station Primagaz à Saint-Pierre-des-Corps qui s'occupe du chargement de gaz liquéfiés pour le département. Toutes les Sociétés pétrolières sont présentes dans le département. L'Indre-et-Loire profite de sa proximité géographique avec les raffineries pour être livrée rapidement en produits pétroliers et à des prix compétitifs. Le transport se fait soit par route, soit via le réseau de chemins de fer.
L'agglomération tourangelle s'est convertie au gaz naturel entre les années 1963 et 1965. Cette énergie s'est substituée au gaz manufacturé, qui était produit par l'usine à gaz de Tours, dont les capacités de production ne suffisaient plus pour répondre aux besoins énergétiques d'une population qui ne cessait de croître. La possession du gaz naturel, véritable innovation technique, pouvait être un motif pour les industriels pour s'installer dans le département. Les agglomérations de Loches, Chinon, Langeais et Amboise détiennent des distributions autonomes alimentées en air propané pour les trois premières et en propane pour la quatrième.

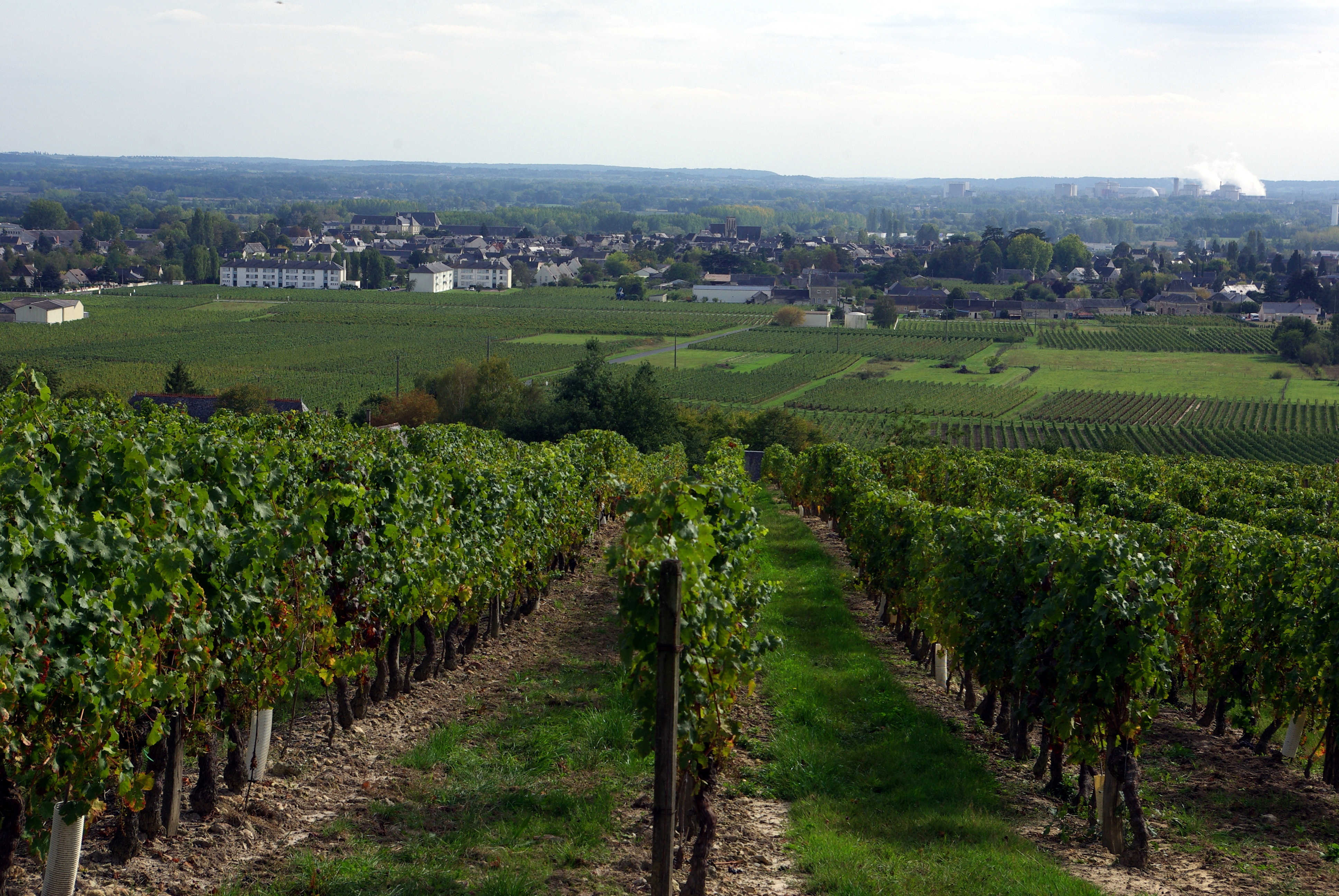
Bourgueil et la centrale nucléaire de Chinon en fond, en fait située sur la commune d'Avoine.

Surtout, l'Indre-et-Loire bénéficie d'une bonne desserte électrique. Cette alimentation est permise grâce au complexe général d'interconnexion du réseau de transport d’Électricité de France. La principale sous-station est celle de Larcay, localisée sur l'artère de 225 kilovolts reliant Marmagne, près de Bourges à Arnage dans la région du Mans. Cette ligne est renforcée par une nouvelle artère de 225 kV évacuant dans le réseau général la production de la centrale nucléaire de Chinon. Le carrefour que représente le département d'Indre-et-Loire lui confère une alimentation sans interruption puisqu'il est relié aux sources hydrauliques de production du Massif central et des Pyrénées, et aux sources thermiques de la centrale de Nantes-Cheviré et dès 1962 à la centrale atomique E.D.F. de Chinon, permettant à l'Indre-et-Loire d'être exportatrice en électricité (et donc de lui donner un rendement économique). Plus encore, elle peut obtenir de l'électricité provenant de la Basse-Seine via la voie de 225 kV reliant Tours à Arnage mais aussi en provenance de la région parisienne via la double ligne de 90 kV provenant d'Orléans.
La Touraine est également bien servie en électricité de par le réseau de 30 kV issu du poste principal 90/30/5 kV situé à Tours. Ce réseau 30 kV détient une ceinture de forte section qui dessert Tours et sa banlieue. De ce fait, toutes les industries peuvent être alimentées directement à ce réseau. Celui-ci possède également un coût compétitif, à condition que la puissance n'excède pas 5 à 6 000 kW.
Il existe également un réseau de 90 kV couvrant l'Indre-et-Loire sur une longueur de 138 km, qui permet l'installation de grosses entreprises dans l'agglomération tourangelle.
Enfin, un réseau de 30 kV dessert tout le département avec une boucle reliant Azay-le-Rideau, Langeais, Chinon, Loches, La Haye-Descartes et Preuilly ; des antennes vers le nord alimentant Semblancay et Château-la-Vallière. Les régions d'Amboise, de Bléré et de Château-Renault sont servies par un réseau à 30 kV issu du poste de la commanderie. Cette bonne desserte énergétique doit favoriser l'implantation d'industries au sein du département.

### Les investissements consentis par le département pour se relancer économiquement
Certes, la situation géographique de l'Indre-et-Loire, sa population active en hausse et qui plus est juvénile, ainsi que sa bonne desserte énergétique, furent des atouts non négligeables qui incitèrent certaines entreprises à ouvrir des établissements dans le département. Néanmoins, les pouvoirs publics locaux comprirent rapidement que cela n'était pas suffisant. En accord avec les grands plans de modernisation et d'équipement, l'Indre-et-Loire fit de nombreux investissements non seulement pour se moderniser, mais également pour accentuer l'afflux d'agents économiques. Ces investissements étaient de différents types.

#### Les aménagements industriels

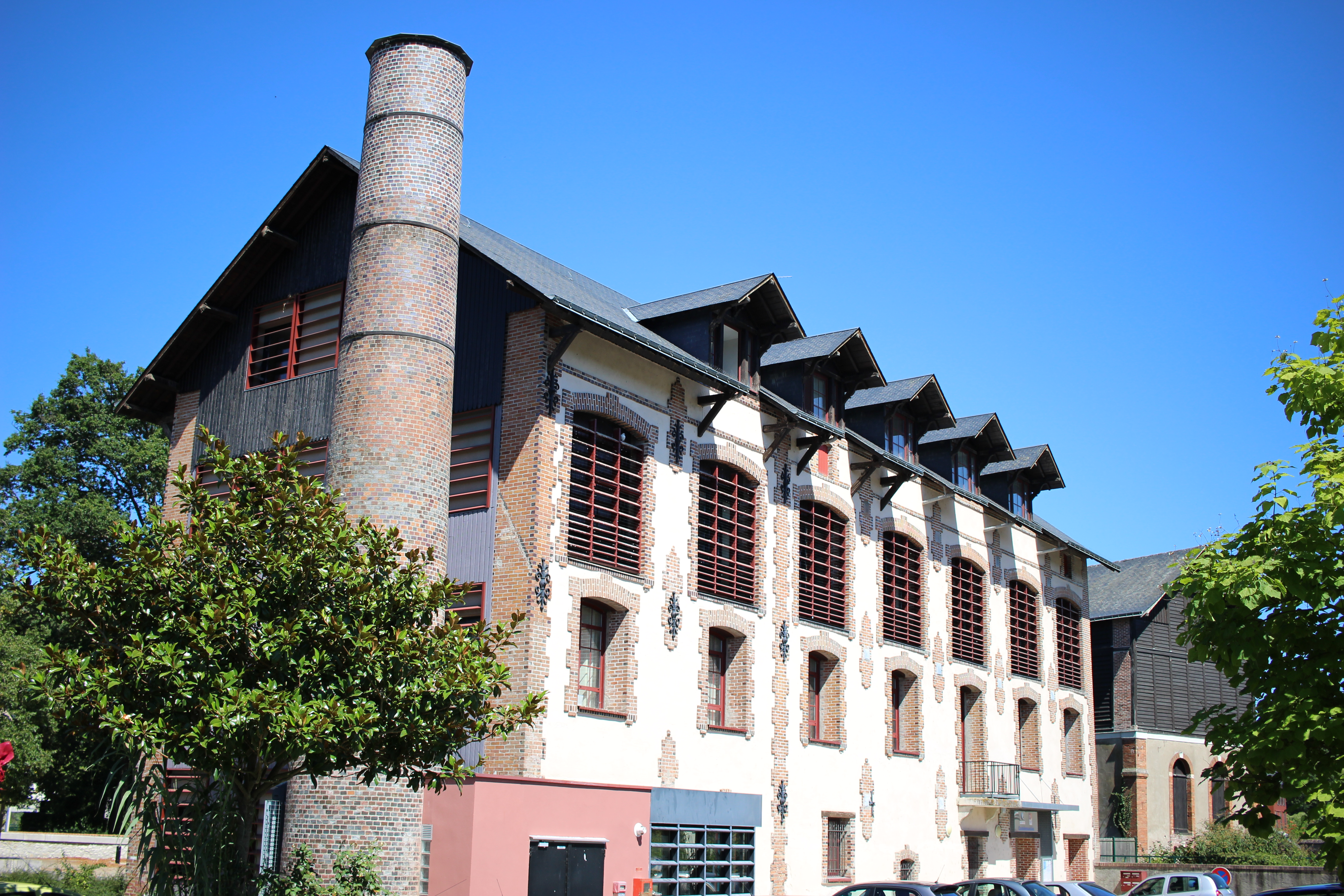
Ancienne usine à Château-Renault.

Pour attirer les industriels, l'Indre-et-Loire a réalisé de lourds investissements dans le domaine industriel. En premier lieu, des zones industrielles furent aménagées dans différentes communes, comme celle de Saint-Pierre-des-Corps (50 hectares), équipée par la Chambre de commerce et d'industrie de Touraine. Une autre à Joué-lès-Tours (48 hectares), réalisée par la ville de Joué-les-Tours et la Société d'équipement de Touraine. Il fut également aménagé des zones industrielles à Menneton (25 hectares) par la ville de Tours et sans aide extérieure, à Chambray-lès-Tours, à Saint-Avertin (une quarantaine d'hectares), à La Riche (une vingtaine d'hectares) et une autre à Tours-Nord.
Les zones rurales n'ont pas été délaissées. De ce fait, certaines communes périphériques possèdent des zones industrielles ou du moins des réserves foncières à vocation industrielle. C'est le cas à Château-Renault, à Amboise, à Pocé-sur-Cisse, à Bourgueil, à Sainte-Maure-de-Touraine, à Bléré et à Langeais notamment.
De plus, des bâtiments vacants ont été achetés et reconvertis par des industriels venant de la région parisienne. Comme l'expliquait le général Dancourt, la création d'activités dans une nouvelle région coûte cher. C'est pour cette raison que l'Indre-et-Loire offrait des aides pour ces investisseurs. Dans cette optique, ces derniers avaient accès au crédit à long terme. Ce procédé fut facilité par l'action de la Société de Développement Régional de l'Ouest. Outre le crédit à long terme, d'autres avantages furent proposés selon les lieux et les conditions d'implantation. Ces offres étaient de différentes natures. Il existait une indemnité de décentralisation, une exonération des droits de mutation, une aide pour la formation de la main-d’œuvre, des indemnités pour le personnel selon l'entreprise, des facilités pour l'acquisition des terrains. Enfin, certaines communes étaient dans la capacité de demander la construction d'usines qui furent payées en une ou en plusieurs fois.
Ces investissements ont porté leurs fruits. En effet, entre 1959 et 1964, plus de quatre-vingts entreprises se sont installées en Touraine. C'est le cas de certaines entreprises d'envergure régionale comme Usinor, Longométal, Transports et Exportation Danzas, Unilever, Antargaz, Berlict, Dépôt ou encore l'Agence Commerciale de la Régie Renault. Certains industriels qui se sont implantés dans le département ont un rayonnement international, offrant à l'Indre-et-Loire une dimension identique. De plus, l'offre de travail n'a cessé d'augmenter. De ce fait, entre ces six années, près de 12 000 emplois ont été créés, le tout avec une parité hommes-femmes[réf. nécessaire]. Certaines entreprises se sont basées dans les communes périphériques de Tours, participant dès lors au renouveau économique et social de ces villes. Ces dernières étaient d'ailleurs très intéressantes pour le recrutement de la main-d’œuvre féminine.
Sur le plan national, selon l'examen des statistiques du Ministère de la Construction en 1961, l'Indre-et-Loire se classait 10e des 90 départements français pour le nombre des implantations industrielles réalisées en 1960 et 13e pour la superficie des planchers industriels autorisés (84 000 mètres carrés.)

#### Un effort réalisé dans la construction et la rénovation de logements

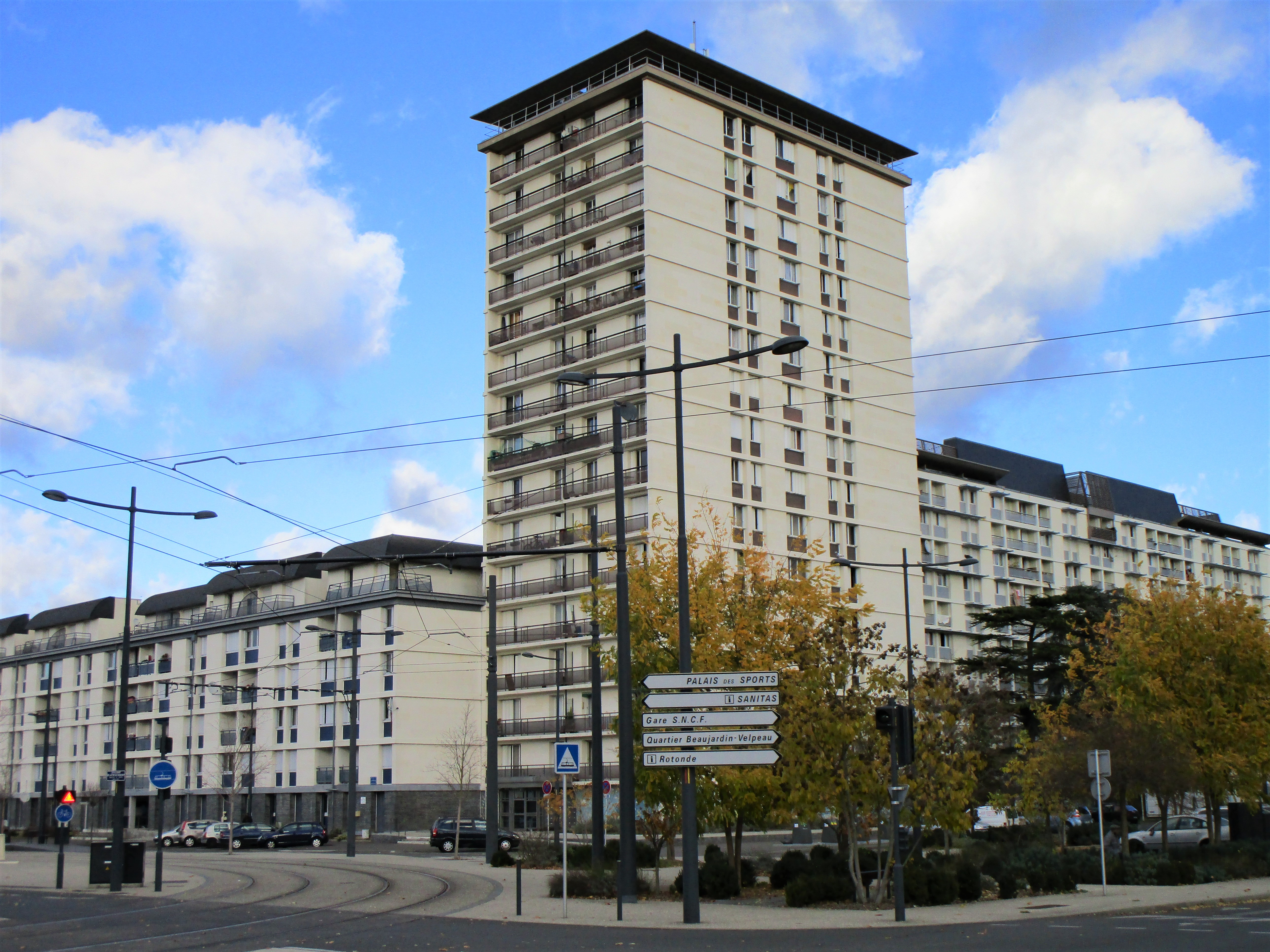
Logements rénovés du quartier du Sanitas.

Dans le cadre général des Plans d'aménagement, pour faire face à la hausse de la population mais aussi dans l'objectif d'expansion économique du département d'Indre-et-Loire, il était nécessaire pour le département de réaliser de nouveaux logements, voire de rénover des bâtiments vétustes. De ce fait, entre 1955 et 1960, près de 11 000 logements avaient été construits, principalement sous la forme de grands ensembles. La création de ces logements fut l'occasion de moderniser certaines zones. Ainsi, il y eut la construction de près de 2 200 logements sur les Rives du Cher. 
De même à La Rabaterie, à Saint-Pierre-des-Corps, dans laquelle 200 logements virent le jour. Deux zones à Joué-lès-Tours profitèrent de cette politique de construction pour s'urbaniser. Il s'agit d'une part du quartier du Morier qui a vu l'érection de près de 1 250 logements, et d'autre part de La Martellière avec ses 250 nouveaux habitats. À cela s'ajoutait une zone à urbaniser en priorité de 200 hectares pour fonder aux alentours de 5 200 logements, La Rabière. Les communes rurales ne furent pas mises de côté, puisque de nouveaux logements apparurent par exemple à Loches, Château-Renault, ou Amboise.
| Année | Logements autorisés (permis de construire) | Logements mis en chantier | Logements terminés  |
| ----- | ------------------------------------------ | ------------------------- | ------------------- |
| 1965  | 6 880                                      | 4 802                     | 4 164               |
| 1966  | 4 192                                      | 4 103                     | 4 760               |
| 1967  | 6 000                                      | 4 625                     | 5 013               |
| 1968  | 4 500                                      | 4 300                     | 4 300               |
| 1969  | 5 000                                      | 4 600                     | 4 500               |
| 1970  | 5 100                                      | pas de données            | 4 600 (estimations) |
| Total | 26 672                                     | 22 430                    | 22 837              |

En moyenne, durant le Ve Plan, près de 5 000 logements furent construits annuellement. Au cours de ces six années, près de 22 000 logements virent le jour au sein de l'Indre-et-Loire. L'objectif des 20 000 logements réalisés durant cette période a été largement rempli.
Le tableau suivant traite de la répartition de ces logements pour les trois types de zones de l'Indre-et-Loire, à savoir l'agglomération tourangelle, les localités urbaines possédant au moins 2 000 habitants comme Amboise ou encore Château-Renault, et les zones rurales de moins de 2 000 habitants.
| Année | Agglomération tourangelle | Localités urbaines | Secteur rural |
| ----- | ------------------------- | ------------------ | ------------- |
| 1965  | 3 100                     | 760                | 263           |
| 1966  | 3 400                     | 1 067              | 324           |
| 1967  | 3 675                     | 919                | 460           |
| 1968  | 2 500                     | 1 200              | 485           |
| 1969  | 2 900                     | 1 200              | 980           |
| 1970  | 3 250                     | 1 000              | 350           |
| Total | 15 575                    | 6 146              | 2 862         |

Ce tableau confirme le constat fait par le Comité Départemental d'Orientation Économique de l'Indre-et-Loire. Ainsi, pour les années 1966 et 1967 la proportion de logements construits à Tours et dans sa banlieue atteignait 73 % de l'ensemble des réalisations. Ce taux est tombé à 60 % pour l'année 1968 pour être de nouveau à 65 % pour les années 1969 et 1970. Certaines localités urbaines, comme Château Renault et Amboise ont noté une recrudescence des implantations industrielles. De ce fait, les pouvoirs publics locaux devaient réaliser des habitats dans ces villes pour loger les travailleurs. Le secteur rural était aussi en expansion. Néanmoins, les résultats sont faussés, puisque, à cette époque, Chambray-lès-Tours était considérée comme étant rural.
Les habitations créées étaient accessibles en location ou en accession à la propriété.
Parc locatif
Les cadres moyens et les techniciens logeaient surtout dans des habitations à loyer modéré (HLM). Il existait d'autres types de logements collectifs ainsi que des pavillons jumelés ou individuels à l'extérieur de Tours dans lesquels ils étaient en mesure de résider. La Société Immobilière Interprofessionnelle de Touraine avait construit des logements en location sous condition que les entreprises qui allaient les louer souscrivent aux actions correspondant aux nombre d'habitats à créer, soit un versement de 1 %. À la suite de cela, les logements devenaient propriété de la Société immobilière de Touraine et les entreprises étaient alors actionnaires. La ville de Tours ainsi que des sociétés immobilières privées construisirent des logements destinés aux cadres.
Accession à la propriété
Dans ce cadre, la Coopérative d'HLM d'Amboise et d'Indre-et-Loire construisit des logements en pavillons avec l'assistance du département et de divers organismes. Ces derniers[Qui ?] bénéficiaient d'un Crédit Foncier[Quoi ?]. Initialement, ils devaient verser une part personnelle, dont le montant variait selon la taille du logement. Ainsi, pour un logement de type 3, le versement était de 2 700 Nouveaux Francs, de 3 000 NF pour un F4 et enfin de 3 200 NF pour un F5. Le CIL, qui recevait l'action de 1 % de la part des entreprises pouvait également construire des logements avec accès à la propriété. Les sociétés immobilières privées construisaient également des pavillons ou des appartements.
Les constructions directes représentaient un substitut à ce qui a été dit précédemment[Quoi ?]. Dès lors, trois cas de figure existaient. En premier lieu, si un cadre souhaitait entreprendre la création de son logement, il avait la possibilité de recevoir une prime de 6 NF selon le type de pavillon[pas clair]. La surface « primable » était de 90 m2 avec comme plafond 140 m2. De plus, le Comptoir des Entrepreneurs pouvait lui octroyer un crédit à hauteur de 15 000 NF, avec un intérêt de 3,75 %. Le remboursement s'étalait sur vingt ans. Un industriel pouvait servir d'alternative. Il investissait le fameux 1 % jusqu'à concurrence de 20 % du coût total de construction. La deuxième option correspondait à celui où ce fut un industriel[pas clair] qui souhaitait construire sa propriété. Ainsi, le processus était le même, excepté qu'il n'a pas forcément besoin d'acquérir le Crédit Foncier[Quoi ?]. Enfin, très exceptionnellement, une commune du département était dans la capacité de construire une habitation avec un prêt du Crédit Foncier à rembourser avec un taux d'intérêt de l'ordre de 5,50 % pendant quinze ans.
Cet effort fait par les pouvoirs publics dans la construction de logements modernes symbolisa une nouvelle fois sa volonté d'expansion économique. Grâce à cet aménagement, ils signalaient aux industriels et aux ouvriers que l'Indre-et-Loire était en mesure de les accueillir. Surtout, la multiplication des logements augmentait la possibilité d'avoir son habitation proche de son lieu de travail même dans les zones périphériques de Tours. Enfin, il existait des moyens fonciers pour devenir propriétaire des logements.

### Tours: une agglomération tertiaire et administrative

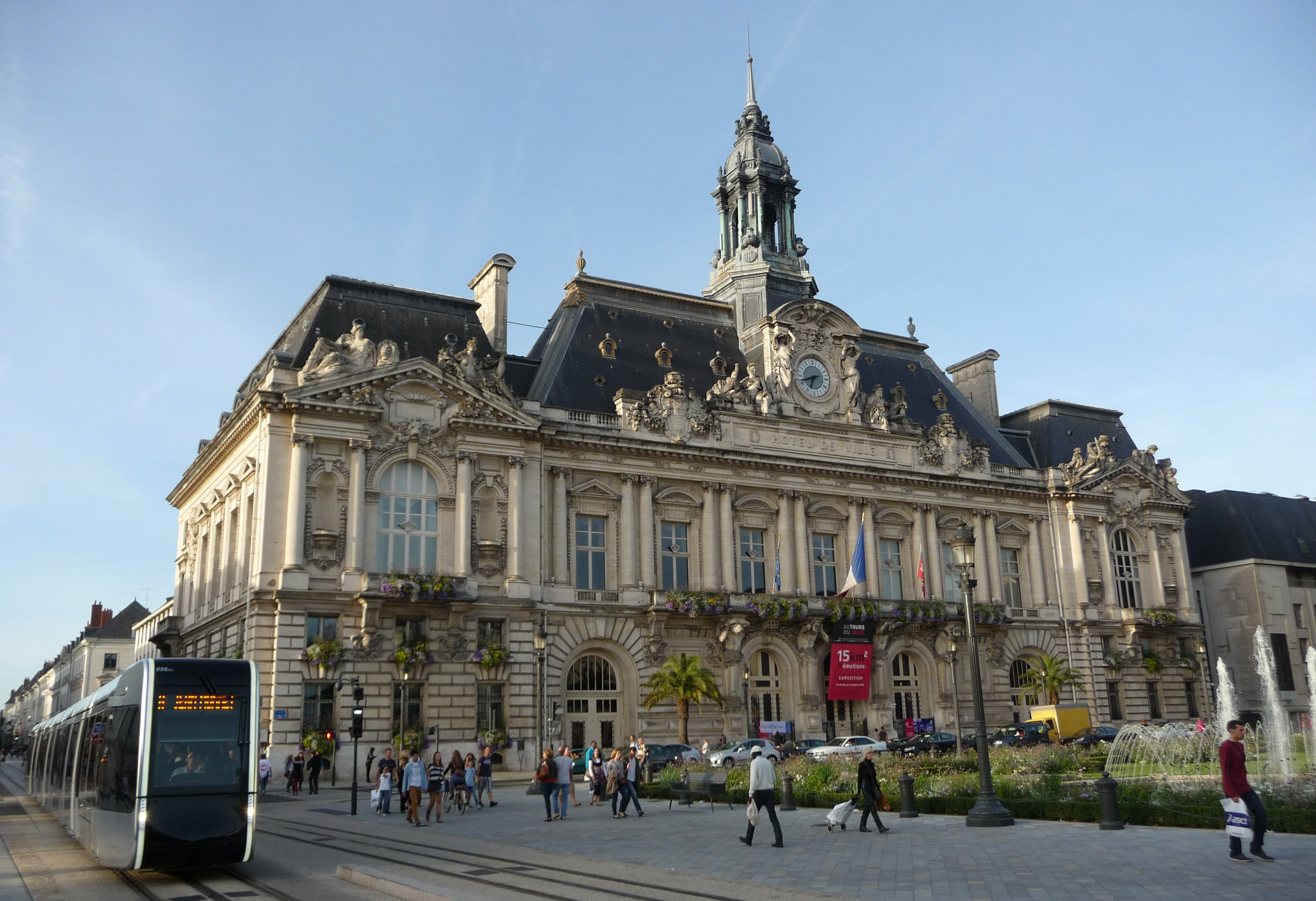
Hôtel de ville de Tours.

Ville bourgeoise et commerçante, Tours, en dépit des implantations ferroviaires à Saint-Pierre-des-Corps, ne fut jamais un centre industriel de grande ampleur. Son centre, classiquement, abrite des services de qualité, de commerce et de restauration, dans les domaines culturel ou de l'habillement ; en matière d'enseignement, il est doté de plusieurs lycées dont le lycée Descartes, et de l’université François-Rabelais. Il est structuré autour d’importantes administrations, la mairie de Tours, le Conseil départemental d'Indre-et-Loire, ainsi que la préfecture du département.

### L'économie rurale en Indre-et-Loire
Il convient de distinguer en Indre-et-Loire quatre ensembles ruraux, bien distincts sur les plans géographique et économique.

#### L'axe ligérien
Traditionnellement, la Loire est propice au développement des cultures maraîchères ; elle le demeure aujourd'hui. S'y rattachent également les vignobles de Vouvray, Montlouis-sur-Loire, Bourgueil et Saint-Nicolas-de-Bourgueil.

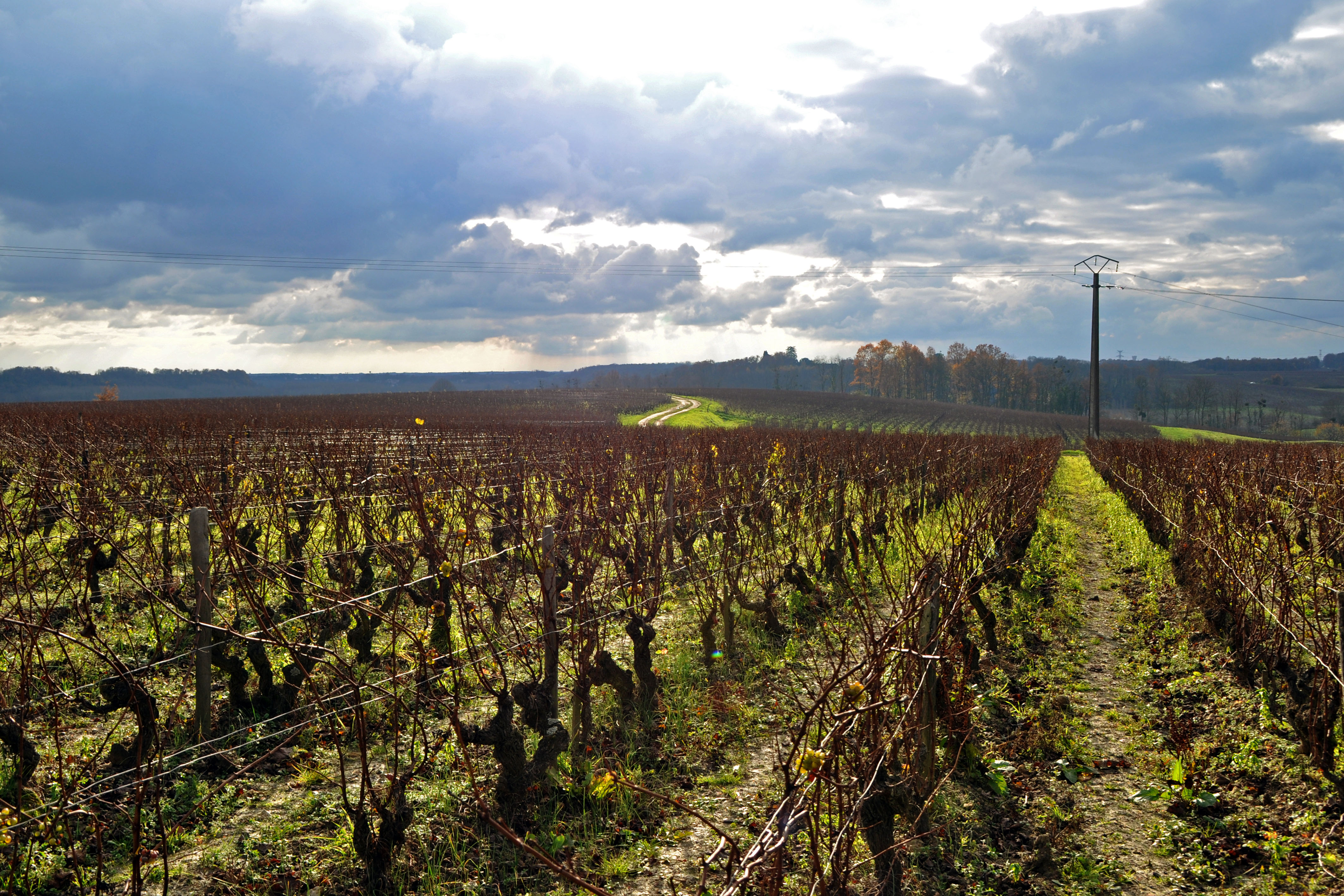
Vignoble de Vouvray.

#### Le Chinonais
Les pays de la Vienne se distinguent par l'importance du vignoble de Chinon, et la structure en domaines et coopératives viticoles, très prégnante dans l'économie rurale. La centrale nucléaire de Chinon emploie plus de 1 200 personnes, plus de 800 personnes dans la sous-traitance, et environ 700 emplois dans les entreprises installées sur la zone industrielle du Véron (actuellement 400 emplois).

#### La Gâtine (Touraine du nord et du nord-ouest)
Espace pauvre et en déprise partielle, la Gâtine tourangelle est touchée de plein fouet par les mutations du monde agricole.

#### La Touraine du sud-est
Espace rural préservé, traditionnel et polyvalent sur le plan agricole, la Touraine du sud-est, autour de Loches, est surtout un lieu de tourisme, de villégiature ; les résidences secondaires y tiennent une place importante.

## Démographie

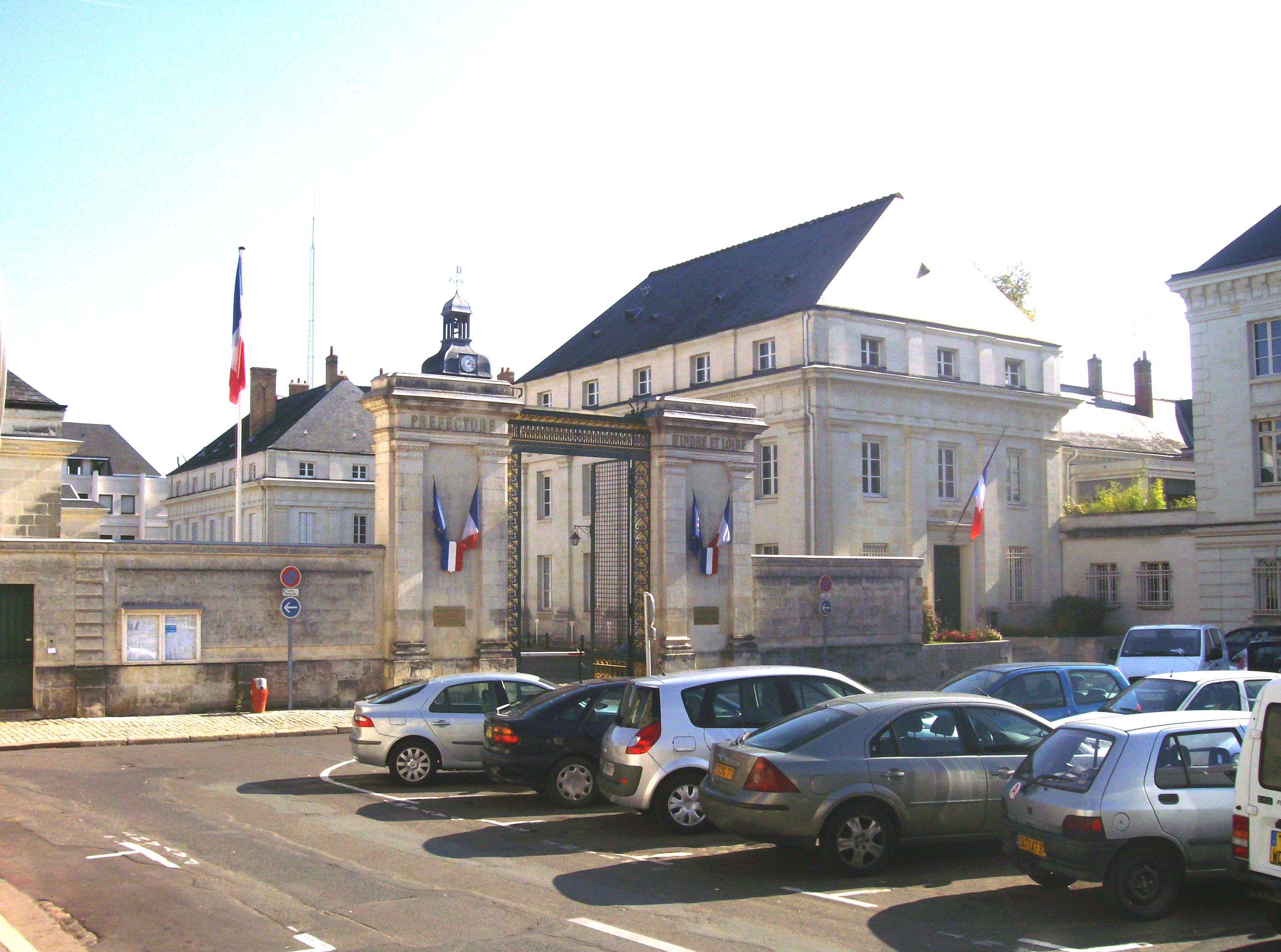
La préfecture et Conseil départemental d'Indre-et-Loire à Tours.

Les habitants d'Indre-et-Loire sont appelés Tourangeaux (par analogie entre le département actuel et l'ancienne province de Touraine qui lui correspondait). Cette appellation peut parfois prêter à confusion, et différentes tentatives ont été faites sans succès pour trouver un autre gentilé aux habitants du département, comme Indréloiriens ou Indro-ligériens.

En 2022, le département comptait 616 326 habitants, en évolution de +1,67 % par rapport à 2016 (France hors Mayotte : +2,11 %).
| 1791 | 1801    | 1806    | 1821    | 1826    | 1831    | 1836    | 1841    | 1846    |
| ---- | ------- | ------- | ------- | ------- | ------- | ------- | ------- | ------- |
| -    | 268 924 | 275 292 | 282 372 | 290 160 | 297 016 | 304 271 | 306 328 | 312 400 |

| 1851    | 1856    | 1861    | 1866    | 1872    | 1876    | 1881    | 1886    | 1891    |
| ------- | ------- | ------- | ------- | ------- | ------- | ------- | ------- | ------- |
| 315 641 | 318 442 | 323 572 | 325 193 | 317 027 | 324 875 | 329 160 | 340 921 | 337 298 |

| 1896    | 1901    | 1906    | 1911    | 1921    | 1926    | 1931    | 1936    | 1946    |
| ------- | ------- | ------- | ------- | ------- | ------- | ------- | ------- | ------- |
| 337 064 | 335 541 | 337 916 | 341 205 | 327 743 | 334 486 | 335 226 | 343 276 | 349 685 |

| 1954    | 1962    | 1968    | 1975    | 1982    | 1990    | 1999    | 2006    | 2011    |
| ------- | ------- | ------- | ------- | ------- | ------- | ------- | ------- | ------- |
| 364 706 | 395 210 | 437 870 | 478 601 | 506 097 | 529 345 | 554 003 | 580 312 | 593 683 |

| 2016    | 2021    | 2022    | - | - | - | - | - | - |
| ------- | ------- | ------- | - | - | - | - | - | - |
| 606 223 | 612 160 | 616 326 | - | - | - | - | - | - |

### Communes les plus peuplées
| Nom                    | Code Insee | Intercommunalité              | Superficie (km2) | Population (dernière pop. légale) | Densité (hab./km2) | Modifier                                    |
| ---------------------- | ---------- | ----------------------------- | ---------------- | --------------------------------- | ------------------ | ------------------------------------------- |
| Tours                  | 37261      | Tours Métropole Val de Loire  | 34,67            | 138 668 (2022)                    | 4 000              | modifier les données · modifier les données |
| Joué-lès-Tours         | 37122      | Tours Métropole Val de Loire  | 32,41            | 38 432 (2022)                     | 1 186              | modifier les données · modifier les données |
| Saint-Cyr-sur-Loire    | 37214      | Tours Métropole Val de Loire  | 13,50            | 16 766 (2022)                     | 1 242              | modifier les données · modifier les données |
| Saint-Pierre-des-Corps | 37233      | Tours Métropole Val de Loire  | 11,28            | 15 698 (2022)                     | 1 392              | modifier les données · modifier les données |
| Saint-Avertin          | 37208      | Tours Métropole Val de Loire  | 13,25            | 15 075 (2022)                     | 1 138              | modifier les données · modifier les données |
| Amboise                | 37003      | CC du Val d'Amboise           | 40,65            | 13 132 (2022)                     | 323                | modifier les données · modifier les données |
| Chambray-lès-Tours     | 37050      | Tours Métropole Val de Loire  | 19,40            | 11 877 (2022)                     | 612                | modifier les données · modifier les données |
| Montlouis-sur-Loire    | 37156      | CC Touraine-Est Vallées       | 24,55            | 11 261 (2022)                     | 459                | modifier les données · modifier les données |
| Fondettes              | 37109      | Tours Métropole Val de Loire  | 31,83            | 10 917 (2022)                     | 343                | modifier les données · modifier les données |
| La Riche               | 37195      | Tours Métropole Val de Loire  | 8,17             | 10 349 (2022)                     | 1 267              | modifier les données · modifier les données |
| Ballan-Miré            | 37018      | Tours Métropole Val de Loire  | 26,16            | 8 347 (2022)                      | 319                | modifier les données · modifier les données |
| Chinon                 | 37072      | CC Chinon, Vienne et Loire    | 39,02            | 8 121 (2022)                      | 208                | modifier les données · modifier les données |
| Monts                  | 37159      | CC Touraine Vallée de l'Indre | 27,28            | 8 031 (2022)                      | 294                | modifier les données · modifier les données |
| Veigné                 | 37266      | CC Touraine Vallée de l'Indre | 26,58            | 6 734 (2022)                      | 253                | modifier les données · modifier les données |
| Esvres                 | 37104      | CC Touraine Vallée de l'Indre | 35,85            | 6 264 (2022)                      | 175                | modifier les données · modifier les données |

### Les résidences secondaires
Selon une étude du 25 août 2021, la métropole et les communautés de communes du département comptaient 5,4 % de résidences secondaires.
Ce tableau indique le nombre de résidences des communautés de communes d'Indre-et-Loire en 2021 :
| Communauté de communes                     | Résidences principales | Résidences secondaires | % Résidences secondaires |
| ------------------------------------------ | ---------------------- | ---------------------- | ------------------------ |
| CC du Val d'Amboise                        | 12 800                 | 900                    | 6,6 %                    |
| CC Chinon, Vienne et Loire                 | 11 200                 | 1 300                  | 10,4 %                   |
| CC Loches Sud Touraine                     | 24 400                 | 3 600                  | 12,9 %                   |
| CC Touraine Vallée de l'Indre              | 21 500                 | 1 100                  | 4,9 %                    |
| CC Touraine Val de Vienne                  | 11 900                 | 1 700                  | 12,5 %                   |
| CC Touraine Ouest Val de Loire             | 14 800                 | 1 400                  | 8,6 %                    |
| CC Touraine-Est Vallées                    | 16 200                 | 600                    | 3,6 %                    |
| CC de Gâtine et Choisilles - Pays de Racan | 8 800                  | 600                    | 6,4 %                    |
| CC du Castelrenaudais                      | 7 200                  | 400                    | 5,3 %                    |
| Tours Métropole Val de Loire               | 146 800                | 4 000                  | 2,7 %                    |
| CC de Bléré Val de Cher                    | 9 300                  | 800                    | 7,9 %                    |

## Culture
La Direction déléguée du Livre et de la Lecture Publique (DDLLP) permet aux petites communes et à ses habitants de disposer d'une offre en matière de lecture.
La bibliothèque d'étude de la Société archéologique de Touraine met à la disposion des curieux et des chercheurs autorisés un important fonds d'ouvrages concernant l'histoire, l'archéologie et le patrimoine de l'Indre-et-Loire et de l'ancienne Touraine, l'histoire de France, ses problématiques et méthodes[pas clair].
Le département accueille par ailleurs de nombreux événements culturels tels que le Carnaval de Manthelan, qui depuis 1869 organise le plus grand carnaval de la région Centre Val de Loire près de Loches. On retrouve également les festivals Terres du son à Monts, Avoine Zone Groove, Jazz en Touraine, Yzeures n Rock, et Aucard de Tours pour les plus connus. La métropole tourangelle organise pour sa part, depuis 2007, le festival international du cirque.
Des initiatives récentes développent la mémoire de la batellerie ligérienne en Indre-et-Loire, dans le périmètre du Val de Loire classé au patrimoine mondial de l'UNESCO, avec la préservation ou la reconstitution d'anciens bateaux de Loire comme à Tours, grâce à l'association Boutavant, à Savonnières avec le scute Dame Périnelle, classé au Patrimoine fluvial depuis 2012, construit par l'association Les bateliers du Cher ou à Lignières-de-Touraine avec le chaland La Fillonnerie construit par l'association Ancre de Loire, qui sont le prétexte à des actions archéologiques et pédagogiques.